# МТВ-82
МТВ-82 — советский односторонний моторный четырёхосный высокопольный трамвайный вагон, выпускавшийся с 1947 по 1961 год. Индекс 82 трамвай получил по военному заводу № 82 (ныне — Тушинский машиностроительный завод), где в 1946 году был построен его первый прототип. Трамваи этой марки работали во многих советских городах до конца 1970-х годов; в Москве их пассажирская эксплуатация продолжалась до 1981, в Киеве — до 1984, а в Одессе — до 1989 года. Советские вагоновожатые и ремонтники любили МТВ-82 за простоту, надёжность и долговечность. Однако централизованный диктат по обновлению подвижного состава до более сложных чешских «Татр» или отечественных КТМ-5 положил конец работе МТВ-82 на городских линиях. По состоянию на август 2024 года в России осталось шесть МТВ-82 в оригинальном состоянии, без каких-либо значительных переделок базовой конструкции, включая неотреставрированный вагон №48 в Златоусте.

## История создания
Во время Великой Отечественной войны Научный автомобильно-моторный институт приступил к разработке максимально унифицированных по конструкции автобусов и троллейбусов. Выпуск таких троллейбусов, получивших обозначение МТБ-82М, начался в 1946 году на Тушинском заводе № 82. После досрочного перевыполнения плана по производству троллейбусов на 1946 год на складах завода осталось довольно много кузовных заготовок. Однако завод не имел агрегатов ходовой части. В этой ситуации главный инженер Мострамвайсовета Антон Иванович Литвиненко предложил использовать кузовные заготовки для производства трамваев.

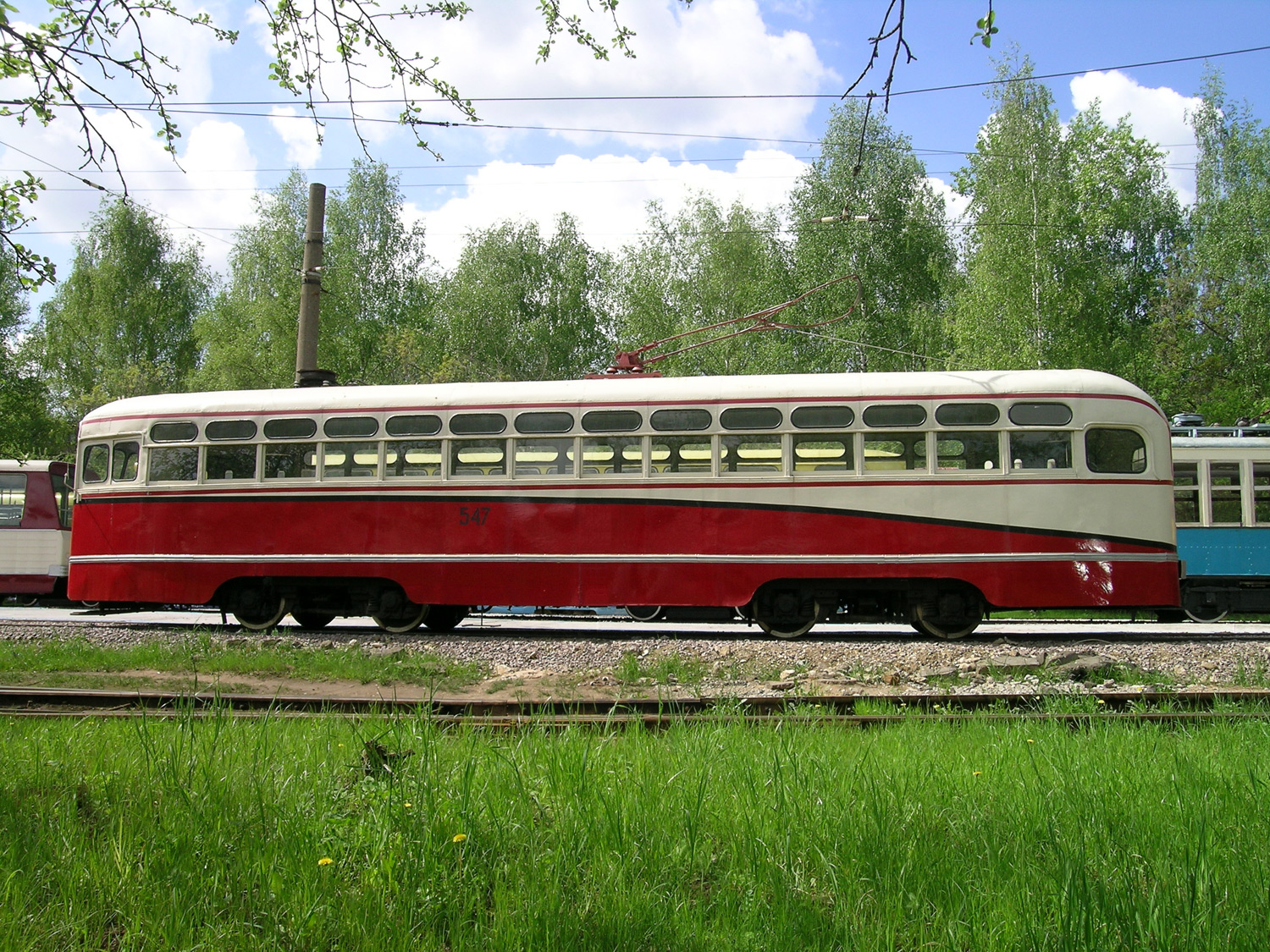
Трамвайный вагон МТВ-82:
Вид по левому борту (Нижний Новгород, трамвайное депо № 1)

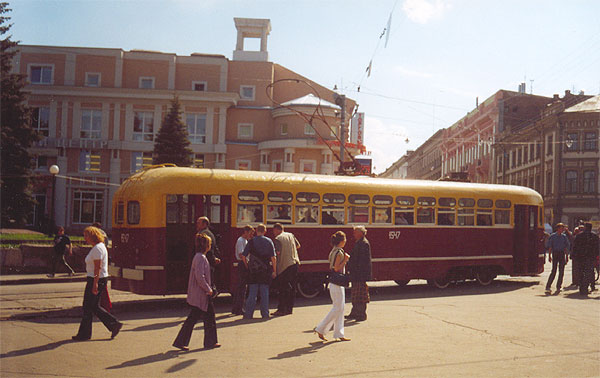
Трамвайный вагон МТВ-82:
Вид по правому борту (Нижний Новгород, улица Большая Покровская)

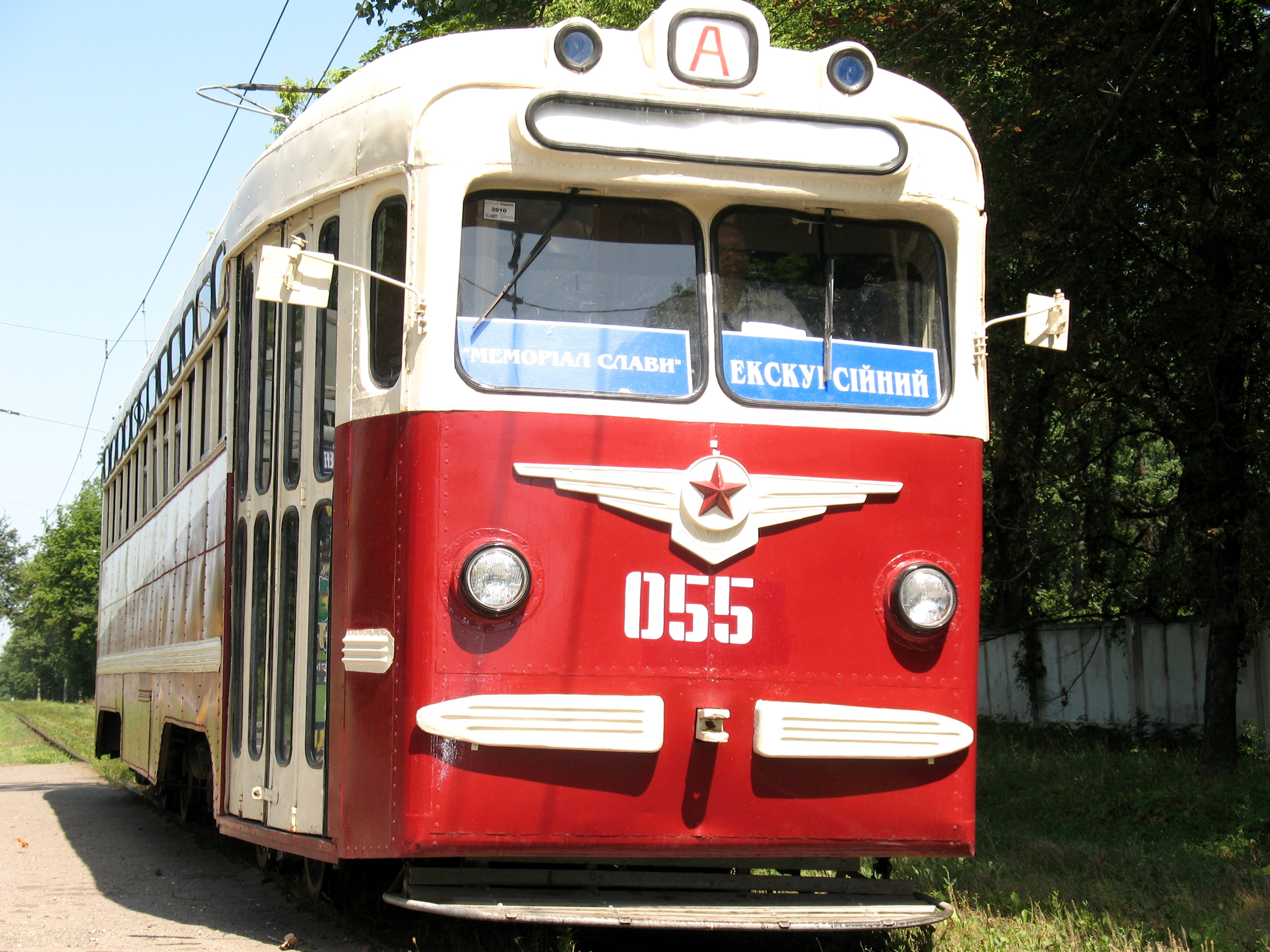
Трамвайный вагон МТВ-82:
Вид спереди (Харьков, 2010)

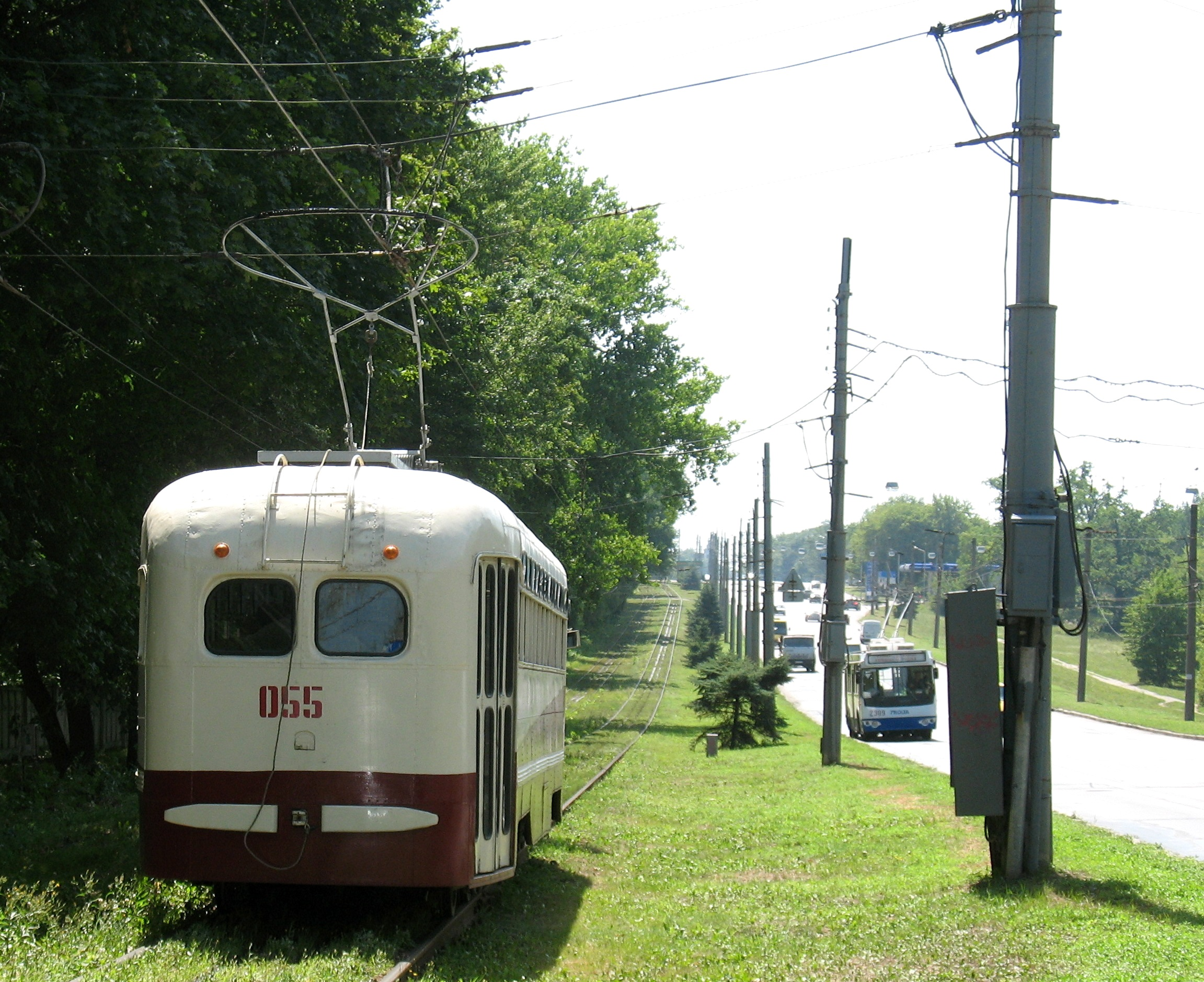
Трамвайный вагон МТВ-82:
Вид сзади (Харьков, 2010)

Благодаря этой идее и появились первые трамваи МТВ-82. По сравнению с троллейбусами МТБ-82, кузов МТВ-82 был удлинён на две стандартные оконные секции, благодаря чему пассажировместимость трамвая составила 120 мест (из них 55 сидячих). На новых трамваях использовались тележки 2ДСА, которые выпускались на Сокольническом вагоноремонтном заводе (СВАРЗ) для модернизации старых трамваев КМ.
Пробная эксплуатация МТВ-82 началась зимой 1947 года. Первые МТВ-82 поступили в московское депо им. Баумана. Однако у МТВ-82 первой, опытной партии был один существенный недостаток — их троллейбусный корпус не имел характерных скошенных углов, в связи с чем трамвай не вписывался в габарит и мог использоваться далеко не на всех маршрутах. Из-за этой особенности МТВ-82 первой серии получили у трамвайщиков прозвище «широколобый».
Поэтому в 1947 году Тушинский завод разработал и в 1948 году стал выпускать новую «зауженную» модификацию трамвая, впоследствии ставшую основной. Этот вариант трамвайного вагона без проблем вписывался в габарит. «Зауженный» МТВ-82 также был длиннее «широколобого» на одну оконную секцию, за счёт чего пассажировместимость увеличилась до 140 человек (однако сидячих мест стало меньше, а именно сорок). Иногда «зауженную» модификацию обозначают как МТВ-82А, однако в источниках информации существуют противоречивые мнения на этот счёт, см. примечание в разделе Модификации.
МТВ-82 первых партий (включая «широколобые») оснащались пантографными токоприёмниками над первой тележкой, однако впоследствии завод-производитель стал оборудовать их более традиционными для того времени бугельными токоприёмниками («дугами») над средней частью вагона. Изначально МТВ-82 комплектовались тележками 2ДСА с опорно-осевым подвешиванием тяговых электродвигателей (ТД) ДТИ-60 или ПТ-35. В этом варианте остов каждого из четырёх тяговых двигателей одной стороной подвешивался к поперечной балке рамы соответствующей тележки, а другой стороной опирался через подшипники скольжения на ось колёсной пары; такая конструкция была тяжёлой, невыгодной с точки зрения механических нагрузок на ТД и экономии электроэнергии. Однако уже в 1948 году СВАРЗ разработал усовершенствованную конструкцию тележки 2ДСБ, где подвешивание быстроходных ТД марки ДК-255 было опорно-рамным. В этом варианте двигатель не опирался на ось колёсной пары и был полностью закреплён на раме тележки. Крутящий момент на колёсную пару от ТД передавался посредством карданного вала и редуктора, позволяя ТД работать в более благоприятном для него режиме. Кроме того, опорно-рамное подвешивание позволило существенно облегчить всю тележку в сборе и снизить неподрессоренные массы в её конструкции. Это уменьшило разрушающее влияние вагона на рельсовый путь. С другой стороны, тележки типа 2ДСБ имели существенно более сложное устройство по сравнению с типом 2ДСА.
МТВ-82 был сугубо одиночным вагоном — он не имел ни возможности работы по системе многих единиц, ни прицепной заводской модификации (отработавшие своё вагоны МТВ-82 иногда переделывались на местах в безмоторные прицепы). В Киеве эксплуатировался с прицепными вагонами КТП-55, в Одессе — «Baume & Marpent» (1913 год выпуска, Бельгия, советское обозначение ОШ4П).

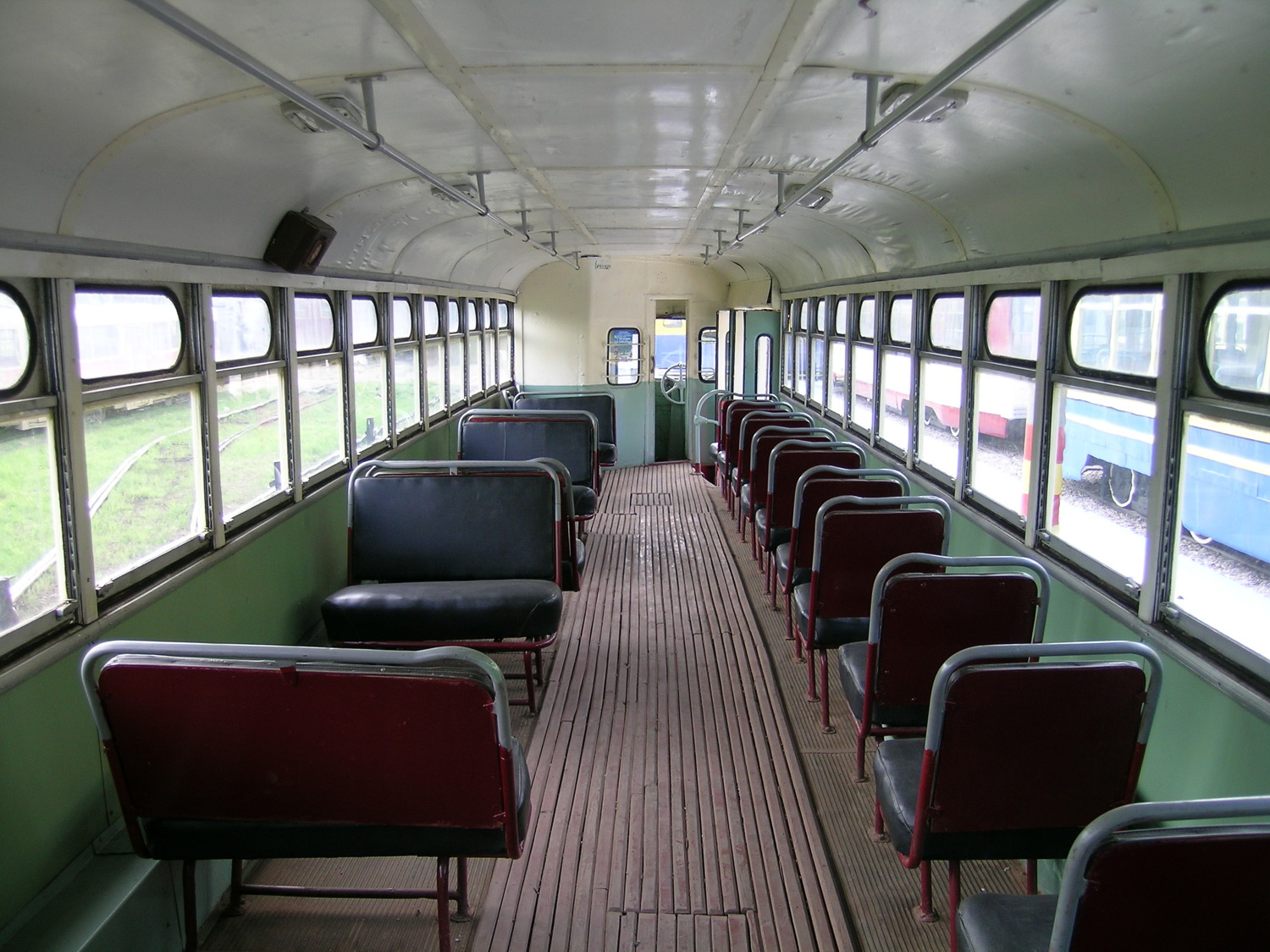
Трамвайный вагон МТВ-82: Пассажирский салон (вид в носовую оконечность вагона)
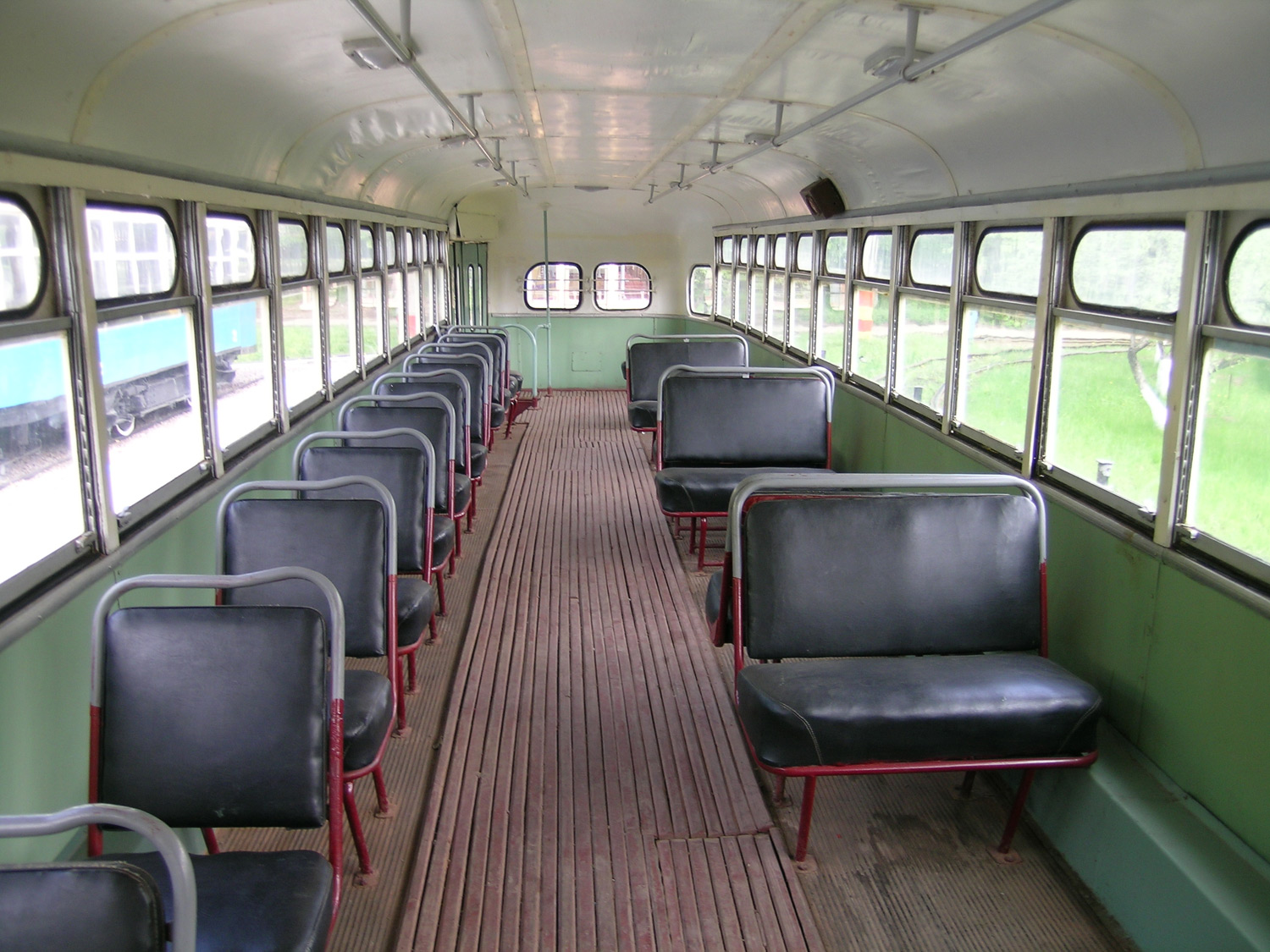
Трамвайный вагон МТВ-82: Пассажирский салон (вид в кормовую оконечность вагона)
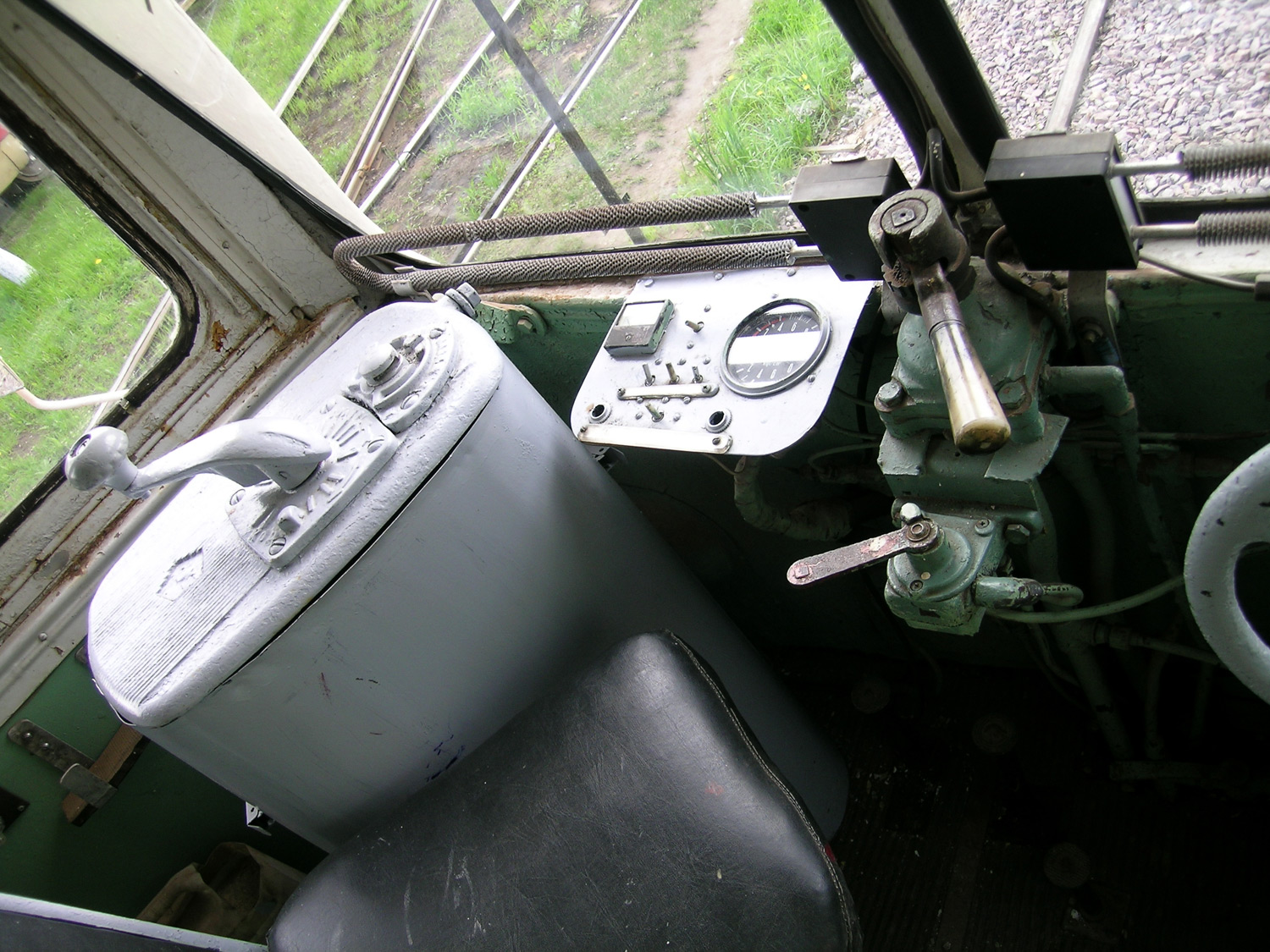
Трамвайный вагон МТВ-82: Кабина вагоновожатого

## Производство
Серийное производство началось в 1947 году на заводе № 82 в подмосковном Тушине. Изначально было выпущено 35 «широколобых» вагонов, а с 1948 года завод полностью перешёл на выпуск модификации МТВ-82А. В следующем, 1949 году, завод № 82 вернулся к производству продукции оборонного назначения, а производство трамваев было передано на Рижский вагоностроительный завод (РВЗ, латыш. Rīgas Vagonbūves rūpnīca, RVR). Всего завод № 82 выпустил 453 вагона МТВ-82 обеих модификаций.
В Риге эти трамваи выпускались до середины 1961 года практически без каких-либо конструктивных изменений. С 1961 года на сборочных линиях РВЗ МТВ-82 был замещён новой моделью трамвайного вагона РВЗ-6 — одним из самых успешных и долгоживущих советских трамваев. Всего РВЗ построил 1707 МТВ-82, и общий объём производства трамваев этой марки составил 2160 единиц подвижного состава.

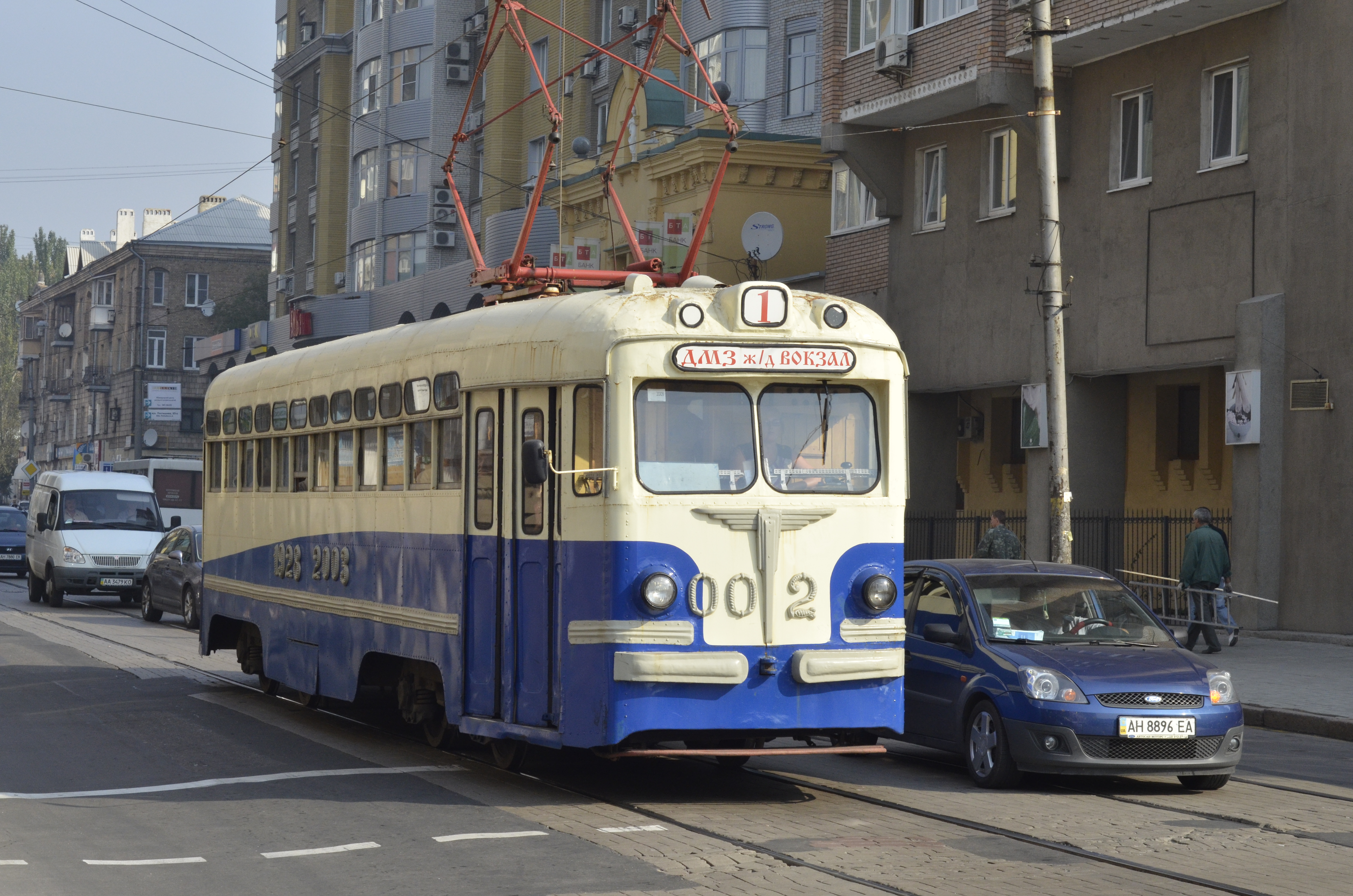
Трамвайный вагон МТВ-82 в Донецке

## Работа в городах СССР
Трамваи «широколобой» модификации МТВ-82 проработали в Москве до 1965 года, после чего их передали Смоленску, где они были довольно быстро списаны. Некоторые оставшиеся в Москве «широколобые» были переделаны в служебные трамваи.
МТВ-82 основной модификации использовались во многих городах Советского Союза, в частности в Москве, Киеве, Минске, Горьком, Свердловске, Красноярске, Хабаровске, Харькове, Смоленске, Уфе, Казани, Ногинске, Магнитогорске, Одессе, Омске, Донецке, Горловке и других. В Горьком из-за своих габаритов МТВ-82 с трудом помещались в строения депо № 1, которое до 1968 года располагалось в Нижегородском кремле и было рассчитано на малогабаритные двухосные вагоны. В среднем по Советскому Союзу они проработали до конца семидесятых — начала восьмидесятых годов. При этом выводившиеся из эксплуатации МТВ-82 часто находились в ещё довольно хорошем техническом состоянии, поскольку их капитальный ремонт проводили многие вагоноремонтные предприятия. В частности, в Москве последний оставшийся линейный МТВ-82 инв. Вагон № 1157 закончил работу с пассажирами на городском маршруте № 46 в марте 1981 года, когда его вагоновожатая Евдокия Юрьева ушла на пенсию. До 1982 года включительно несколько трамваев МТВ-82 ходили в маленьком уральском городе Карпинске. Аналогичные случаи были и в других городах. В Киеве последние трамвайные вагоны МТВ-82 были отставлены от пассажирской работы в 1984 году. А дольше всего вагоны МТВ-82 проработали в Одессе на маршруте № 19, который не имел разворотных колец, поэтому для него несколько трамвайных вагонов МТВ-82 были переделаны в двухкабинные и списаны лишь в 1989 году.

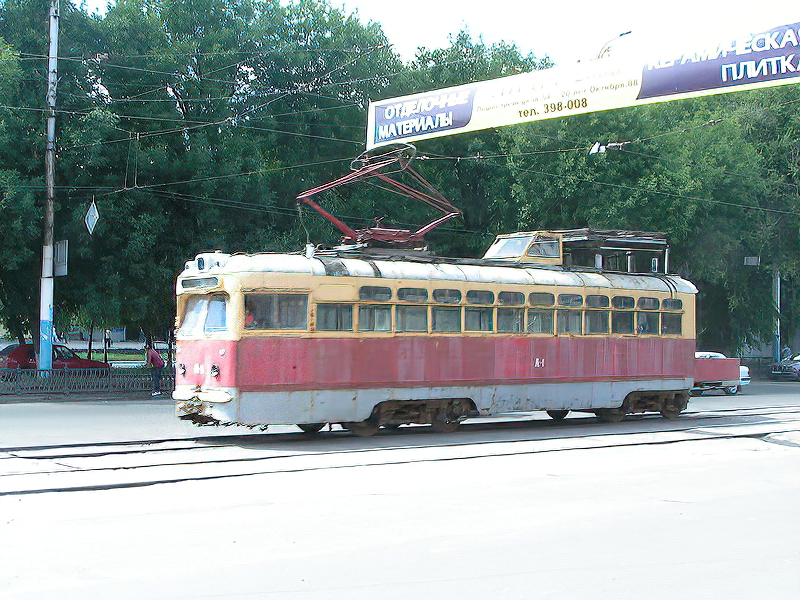
Вышка контактной сети А-1 на базе трамвая МТВ-82 в Воронеже (2006 год)

Всё это является свидетельством, что трамвайщики весьма неохотно расставались с МТВ-82. Поэтому выводившиеся из эксплуатации и отстранённые от работы с пассажирами вагоны этой марки в трамвайных хозяйствах переделывались в служебные. На основе МТВ-82 были созданы самые разные спецтрамваи — буксиры, поливомоечные, грузовые, пескопосыпальные, вагоны техпомощи, путеизмерители и так далее.
В Воронеже на базе МТВ-82 сделана вышка контактной сети, которая использовалась до закрытия трамвайной системы в 2009 году. Аналогичный служебный вагон был построен в Златоусте на базе пассажирского вагона МТВ-82 в 1970 году, по состоянию на август 2006 года он активно используется трамвайным предприятием города.
Созданные на основе МТВ-82 спецтрамваи продолжают работать и сейчас. Например, ещё в 2006 году в Харькове эксплуатировалось около 50 спецтрамваев МТВ-82. Легендарная надёжность этих трамваев оказалась сильнее солидного возраста. В Нижнем Новгороде активно используются самоходные грузовые платформы на базе МТВ-82.

## Модификации
- МТВ-82 (на базе МТБ-82, базовая модель) — первые 35 вагонов, выпущенных в Тушине на заводе № 82, имели кабину и заднюю часть кузова, аналогичную троллейбусам МТБ-82, из-за чего имели проблемы с габаритами в кривых малого радиуса. Ни одного такого вагона не сохранилось.
- МТВ-82 (поздняя модель) — с 1948 года завод № 82 начал выпускать вагоны основного варианта МТВ-82. Были уменьшены передние и задние свесы, кузов удлинён на одну оконную секцию, увеличена вместимость вагона. С 1948 по 1961 год трамваи выпускались практически без изменений. Существует две разновидности этой модификации:
  - на тележках с опорно-осевым подвешиванием 2ДСА,
  - на тележках с опорно-рамным подвешиванием 2ДСБ.

- МТВ-82А — в источниках информации также фигурирует модификация МТВ-82А, однако в некоторых из них она относится к «широколобому» варианту, а в других — к «зауженному». На заводской табличке нижегородского музейного «зауженного» трамвайного вагона значится МТВ-82, и это является единственным официальным названием этого варианта (по соображениям секретности построенные в Тушине трамваи не имели заводских табличек). Исходя из этого можно утверждать, что единственным официально утверждённым названием всех вагонов было МТВ-82, а модификации не имели чётких обозначений, что и явилось причиной путаницы. По другой версии, «зауженные» вагоны тушинской постройки имели литеру А, а Рижский вагоностроительный завод не имел особой маркировки для таких вагонов.

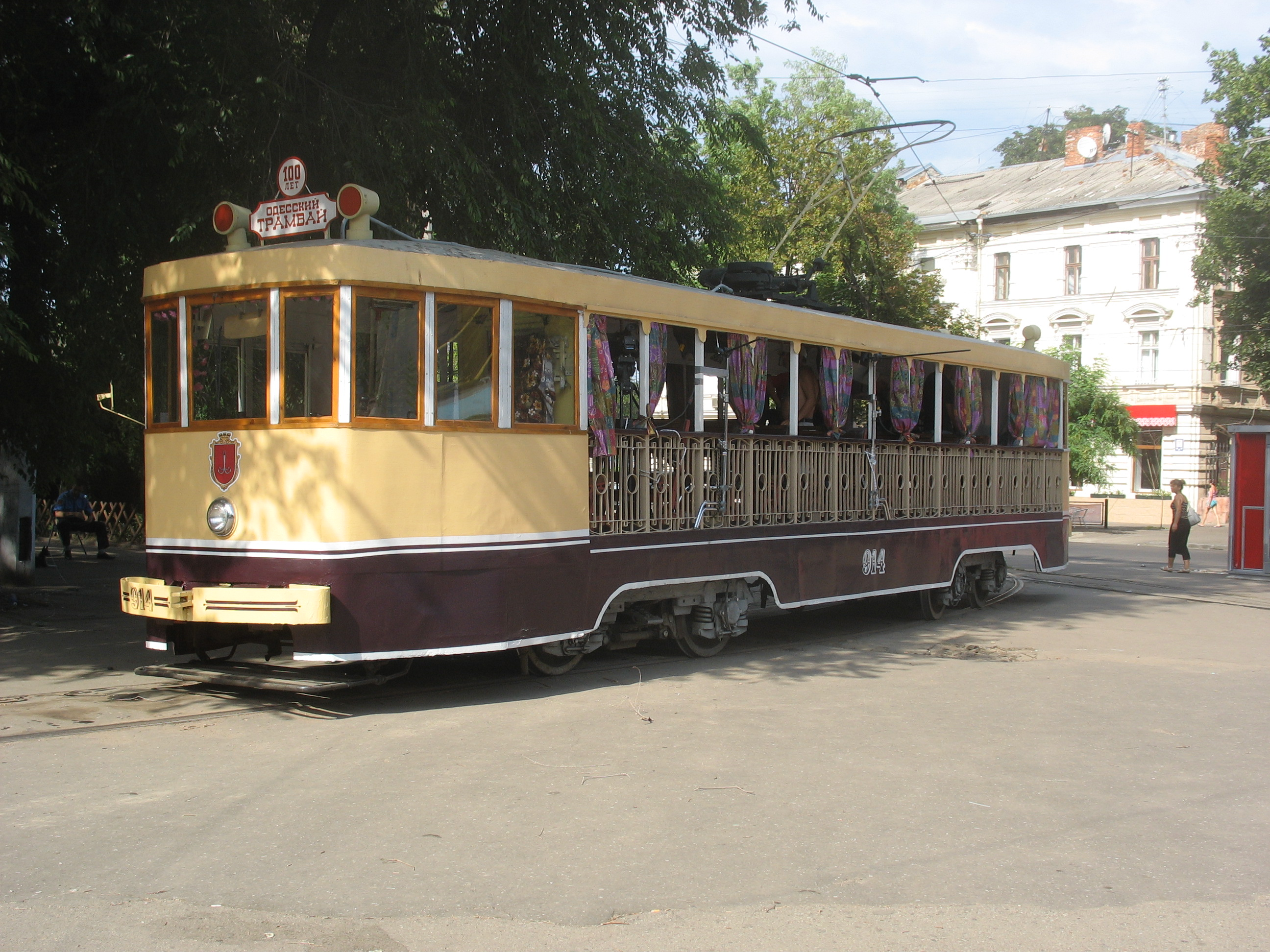
Модернизированный экскурсионный одесский трамвай МТВ-82 № 914

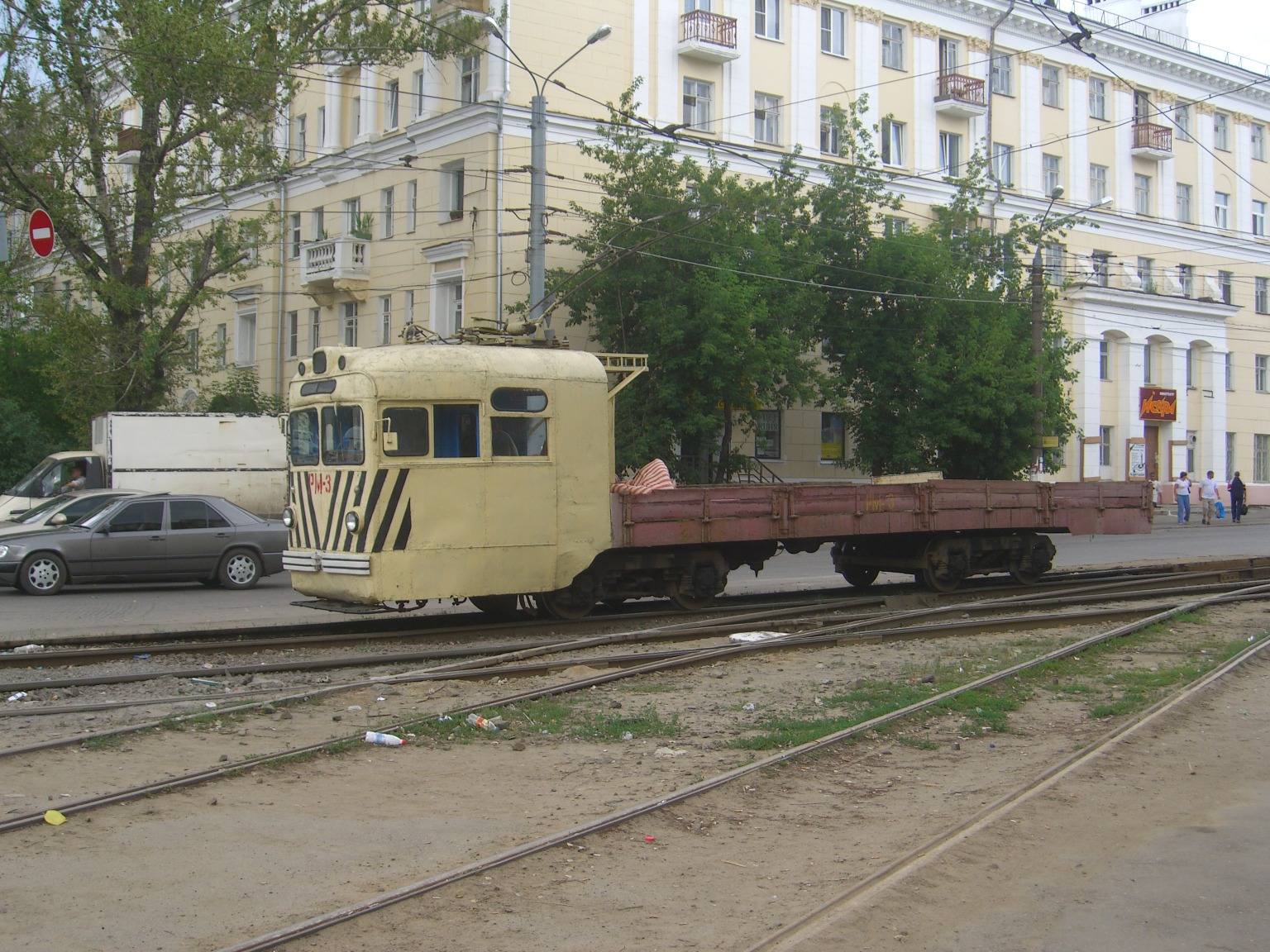
Служебный грузовой трамвай на базе пассажирского трамвая МТВ-82 в Нижнем Новгороде
(на переднем плане ещё видна ныне уже демонтированная линия к проспекту Ленина)

Помимо заводских модификаций МТВ-82, существовал ряд нестандартных пассажирских трамваев на его базе или «самодельно» построенные в трамвайных хозяйствах вагоны с использованием узлов и агрегатов от оригинальных МТВ-82.
- Двухсторонний МТВ-82 В некоторых городах, например, в Одессе и Запорожье, на основе МТВ-82 создавались двусторонние трамваи. Для этого задняя площадка срезалась, и на её место устанавливалась ещё одна кабина водителя. В Одессе эти вагоны обслуживали перевозки на однопутном с единственным разъездом маршруте № 19 с 1971 по 1989 год; в Запорожье — на безразъездном однопутном маршруте № 5.

- Трамваи на базе МТВ-82 — некоторые узлы и детали МТВ-82 использовались «на местах» для создания «самодельных» трамваев. Так, в Одессе при постройке своих собственных трамваев использовались кузовные панели МТВ-82, а в Киеве для той же цели применялись тележки и электрооборудование от МТВ-82.

- МТВ-82 (из Риги, не РВЗ) — парадоксальная ситуация сложилась в Риге — в городе, выпускавшем эти трамваи, их невозможно было использовать из-за узкого габарита. Закупленные на заводе трамваи в Рижском трамвайном управлении пришлось заужать. После нескольких трамваев, переделанных таким способом, рижские трамвайщики стали закупать на заводе комплектующие, из которых они своими силами строили «самодельные» трамваи.

- МТВ-82 (из Лиепаи) — в Лиепае в 1949—1956 годах силами трамвайного хозяйства строились трамваи на основе частей, поступавших из Калининграда[3]. Конструктивно эти двухосные узкоколейные самоделки не имели ничего общего с МТВ-82, однако их дизайн напоминал МТВ-82, на некоторых самодельных лиепайских трамваях даже была сымитирована эмблема МТВ-82 (фото).

## Оценка проекта
Трамвайные вагоны МТВ-82 с технической точки зрения не представляли большого шага вперёд в советском трамваестроении. Более того, по сравнению с довоенными малосерийными вагонами М-38 наблюдался даже некоторый регресс в технологии — были утрачены косвенная система управления ТД (и как следствие возможность работы по системе многих единиц), трёхдверный корпус и подрезиненные колёса. К новшествам конструкции у МТВ-82 следует отнести полностью металлический корпус. Кроме того, трамваи этой марки одними из первых получили независимое подвешивание быстроходных тяговых электродвигателей, позволяющее уменьшить неподрессоренные массы в конструкции вагона и, следовательно, деструктивное воздействие вагона на рельсовый путь.
По уровню своего оборудования МТВ-82 остались на уровне 1930-х годов — обильное применение пневматики, неэкономичная по расходу электроэнергии непосредственная система управления, требующая уверенных и отточенных навыков, а также физической выносливости от водителя при работе с нею. В зарубежных образцах трамвайных вагонов в то время активно применялась косвенная система управления, когда вся коммутация силовых цепей осуществлялась либо релейной схемой, либо сервомотором. Она избавляла водителя от тяжёлой работы ручкой контроллера и позволяла более оптимально с точки зрения расхода электроэнергии набирать скорость. Также в то время уже начал наблюдаться постепенный отказ от пневматики в пользу электрических или электромеханических устройств (приводы тормоза, механизмы открытия дверей и т. д.). Некоторые идеи были реализованы в СССР на прототипе ЛМ/ЛП-36 и упоминавшихся выше малосерийных вагонах М-38, но даже после войны с учётом вызванного ею рывка в технологической сфере, серийные советские трамваи и эксплуатирующие их хозяйства были ещё не готовы к таким усовершенствованиям. Поэтому консерватизм разработчиков был вполне уместен.
Однако несмотря на консервативную конструкцию, МТВ заслужили любовь как у трамвайщиков, так и у пассажиров. Трамвайщики ценили их за простоту ухода и ремонта и за надёжность, пассажиры — за высокий уровень комфорта. В то время, когда для трамваев нормой были жёсткие деревянные скамейки, МТВ-82 отличались мягкими сиденьями. Зимой в трамвае было тепло благодаря двенадцати электропечам, расположенным под пассажирскими сиденьями. Ещё одна электропечь имелась в кабине водителя. Трамвай освещался 15 плафонами, каждый из которых имел по две лампы накаливания. Однако были и неудобства, хорошо заметные по сравнению с вагоном ленинградской постройки типа ЛМ-49. Двухдверный корпус затруднял вход-выход пассажиров на линиях с большим пассажиропотоком; створчатые двери из-за центральной переборки не позволяли проносить крупногабаритный багаж или детскую коляску. Более того, при своём закрывании они выталкивали стоявшего на подножке пассажира наружу вагона. ЛМ-49 не имел таких недостатков. Небольшой размер кабины водителя приводил к тому, что вагоновожатые (особенно люди полной комплекции) вынуждены были работать в неудобной позе. По сравнению с вагонами типа КМ прогресс был очевиден — рабочее место водителя стало сидячим, но до удобной большой кабины ЛМ-49 МТВ-82 ещё не дотягивал.
Отдельного упоминания заслуживает внешний вид МТВ-82. Окраска МТВ-82 отличалась ниспадавшей красной полосой и ступенчатой окраской лобовой панели. В Одессе эта схема окраски так понравилась трамвайщикам, что в ходе ремонтов трамваи более старых типов раскрашивались «под МТВ».

## Описание конструкции

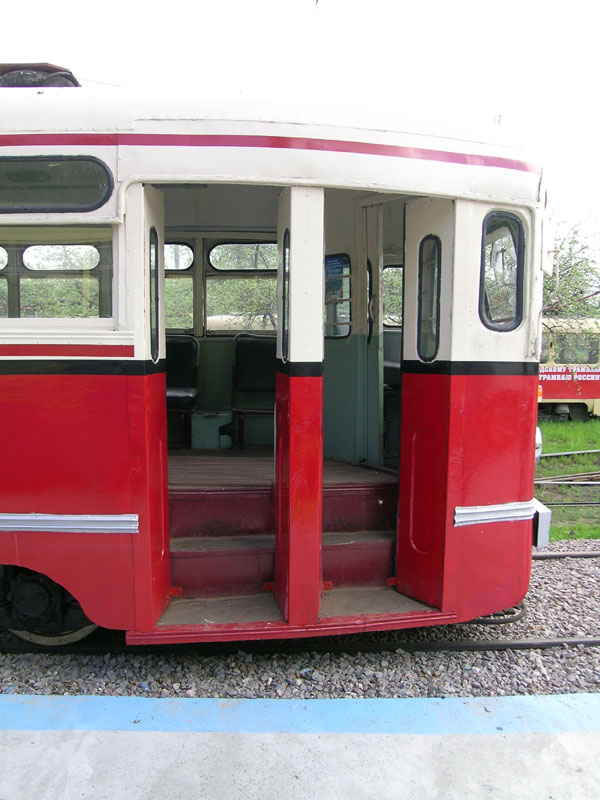
Трамвайный вагон МТВ-82:
Дверной проём корпуса со створчатой дверью в открытом положении

### Корпус
Корпус МТВ-82 представлял собой мощную несущую раму из нормального проката с установленным на ней остовом, формирующим наружные обводы вагона. Обшивка корпуса выполнялась из алюминиевых листов, которые приклёпывались к конструкциям остова корпуса. Изнутри корпус обшивался отделочной лакированной дубовой фанерой, для улучшения эстетического восприятия пассажирами ряд металлических деталей (поручни, ручки, оконные элементы) хромировался. Дощатый пол настилался на раму вагона и покрывался быстросменным реечным покрытием. Для доступа к ряду узлов и агрегатов в полу были сделаны люки. В вагон устанавливались мягкие сиденья диванного типа. Снаружи корпус вагона на заводе окрашивался пентафталевыми эмалями кремового и бордового цветов, нижегородский музейный МТВ-82 воспроизводит такую заводскую окраску. Тщательная отделка корпуса и использование в конструкции качественных материалов позволила достичь исключительной прочности, надёжности и долгого срока службы всего корпуса в целом.
Корпус МТВ-82 имел два дверных портала в своих оконечностях. Двери створчатые двухсекционные, с переборкой между секциями. Каждая секция состояла из двух створок, открывающихся внутрь путём поворота на 90° вокруг вертикальной оси.

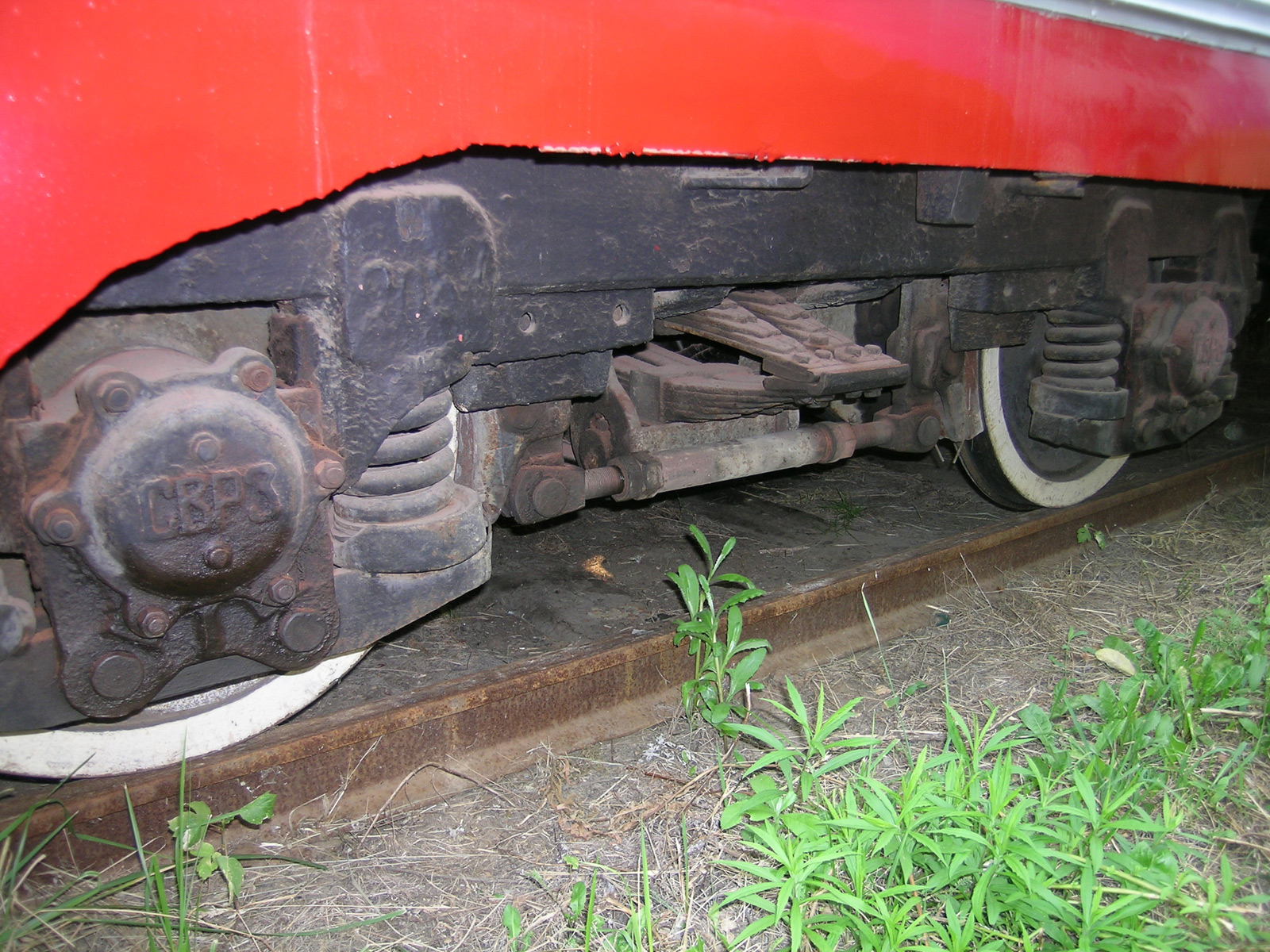
Трамвайный вагон МТВ-82:
Тележка 2ДСБ

### Тележки
МТВ-82 оснащался тележками с надбуксовым подвешиванием на винтовых рессорах и центральным люлечным на эллиптических рессорах. Тележки подкатывались под вагон и крепились к нему посредством шкворневого узла, допускающего поворот тележки вокруг вертикальной оси и небольшие колебания около её горизонтальной плоскости. Тележки оснащались механическим колёсно-бандажным тормозом, который имел двойной привод — от штурвала ручного тормоза в кабине водителя и от пневмосистемы вагона.

### Пневмооборудование
Вагоны типа МТВ-82 имели богатый набор пневматического оборудования. Оно включало в себя компрессор, приводимый в действие вспомогательным электромотором, воздушный фильтр для очистки забортного воздуха, резервуары для его хранения, электропневматический регулятор давления в системе, механический клапан аварийного стравливания при отказе регулятора давления, главную магистраль и разнообразные устройства — потребители сжатого воздуха. Пневматический привод имели механизмы открытия-закрытия дверей, тормоза, стеклоочистители, звонок. Управление пневмооборудованием в основном осуществлялось водителем, но в пассажирском салоне также устанавливался стоп-кран аварийного тормоза.

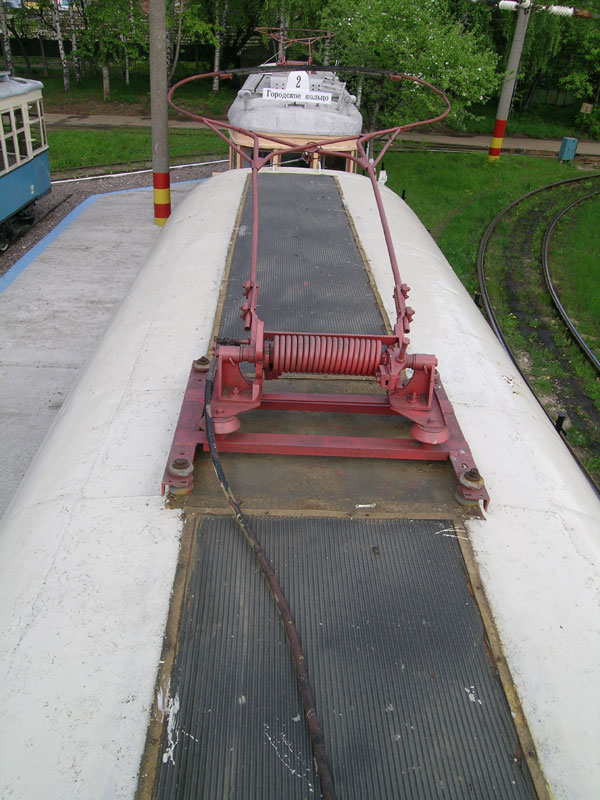
Трамвайный вагон МТВ-82:
Бугельный токосъёмник

### Электрооборудование
Вагон типа МТВ-82 получает электрическую энергию от контактной сети напряжением 600 В посредством токосъёмника бугельного типа, во время ремонта некоторые трамваи МТВ-82, бугельные токопримники были заменены на пантографы. Вторым проводником в цепи «тяговая подстанция — трамвайный вагон» является рельсовый путь.
Электрическая часть вагона МТВ-82 включала в себя тяговые двигатели, пускотормозные сопротивления, ручной контроллер непосредственного управления для коммутации силовых электрических цепей вагона. При трогании с места пускотормозные сопротивления включались последовательно с двигателями, а по мере набора скорости они начинали ступенчато выводиться. В режиме постоянной скорости схема подключения менялась на параллельную, а при необходимости снижения скорости контроллер формировал отключённую от контактной сети замкнутую цепь из тяговых двигателей (работающих в режиме генератора электроэнергии) и включённых в качестве нагрузки тормозных сопротивлений. Возникающий в этой цепи ток создаёт внутри обмоток индуктора и якоря тяговых двигателей противонаправленные магнитные потоки, приводящие к возникновению механического момента силы, стремящегося остановить вращение якоря. Таким образом реализуется электродинамическое торможение вагона.
Вспомогательное электрооборудование включает в себя цепи наружного и внутреннего освещения, обогрева и звонковой сигнализации. Все эти цепи являются высоковольтными, потребители электроэнергии в них включены последовательно, чтобы падение напряжения на каждом из них не превышало их номиналов. Для одиночных устройств, таких как электрозвонок, применялось подключение к напряжению 600 В через ограничительные сопротивления. Впоследствии для внешней сигнализации поворота и торможения, точки радиотрансляции на некоторых МТВ-82 была установлена низковольтная подсистема.

## Эксплуатация и происшествия
- По мнению ряда работников-ветеранов горьковского трамвая, МТВ-82 был самым надёжным вагоном из всех, на которых им приходилось работать; однако по сравнению с ЛМ-49 у него была менее удобная кабина. Тугая ручка контроллера, прозванная «кофемолкой», по мнению вожатых, была отнюдь не для слабых людей. Зато большим плюсом по сравнению с ЛМ-49 была мощная тормозная система, которая позволяла очень быстро затормозить МТВ-82 с полной скорости до нуля. При таком экстренном торможении пассажирам приходилось очень крепко держаться за поручни, иначе все стоящие в салоне рисковали пролететь до переборки водительской кабины. Именно это обстоятельство привело к тому, что на горных маршрутах Горького работали именно МТВ-82, а ЛМ-49 там вообще не применялись.
- В 1979 году на Партизанском проспекте в Минске произошла авария с человеческими жертвами: столкнулись два встречных трамвая, шедших по разным путям. В результате излома передней оси вагона МТВ-82А № 236 этот вагон передней частью заехал на соседний путь, и в него врезался шедший с большой скоростью (линия там шла по обособленному полотну) навстречу РВЗ-6 (№ 258). После этой аварии все оставшиеся в Минске трамваи МТВ-82 были сняты с эксплуатации и списаны[источник не указан 426 дней]. В настоящий момент[когда?] также демонтирована эта часть трамвайной линии, на которой произошла авария, от улицы Долгобродской до диспетчерской станции Автозавод в связи со строительством метро. После открытия линии метро восстановление трамвайного полотна было признано нецелесообразным.

## Сохранившиеся экземпляры
На сегодняшний день существует 9 музейных МТВ-82:
В Москве в коллекции Музея пассажирского транспорта Москвы 2 экземпляра (из них один № 1278 на ходу).
В Казани отреставрирован до оригинального состояния вагон №2, привезенный в 2023 из Волчанска. Вагон был списан в 1979 году и с тех пор был сараем в депо. 
В Екатеринбурге (Музей истории развития трамвайно-троллейбусного управления Екатеринбурга трамвай-памятник № 211).
В Нижнем Новгороде (№ 547). Ранее вагон был ходовым.
В 2012 году в Златоусте в одном из садоводческих товариществ был обнаружен чудом сохранившийся вагон МТВ-82 с уцелевшим салоном. Последние несколько лет после покупки данный вагон восстанавливается с использованием деталей от служебного рельсотранспортера на базе вагона такой же модели, однако в настоящее время восстановление вагона заморожено.. 
В Одессе один из сохранившихся МТВ-82 (№ 914) переделали под ретротрамвай в «пульмановском» стиле.
В советское время трамваи МТВ-82 переделывали в служебные : грузовые рельсосварочные, поливомоечные и т. п. Такие трамваи сохранились в Киеве, Харькове, Донецке, Магнитогорске, Нижнем Новгороде, Витебске, Салавате, Хабаровске, Екатеринбурге и т. д.

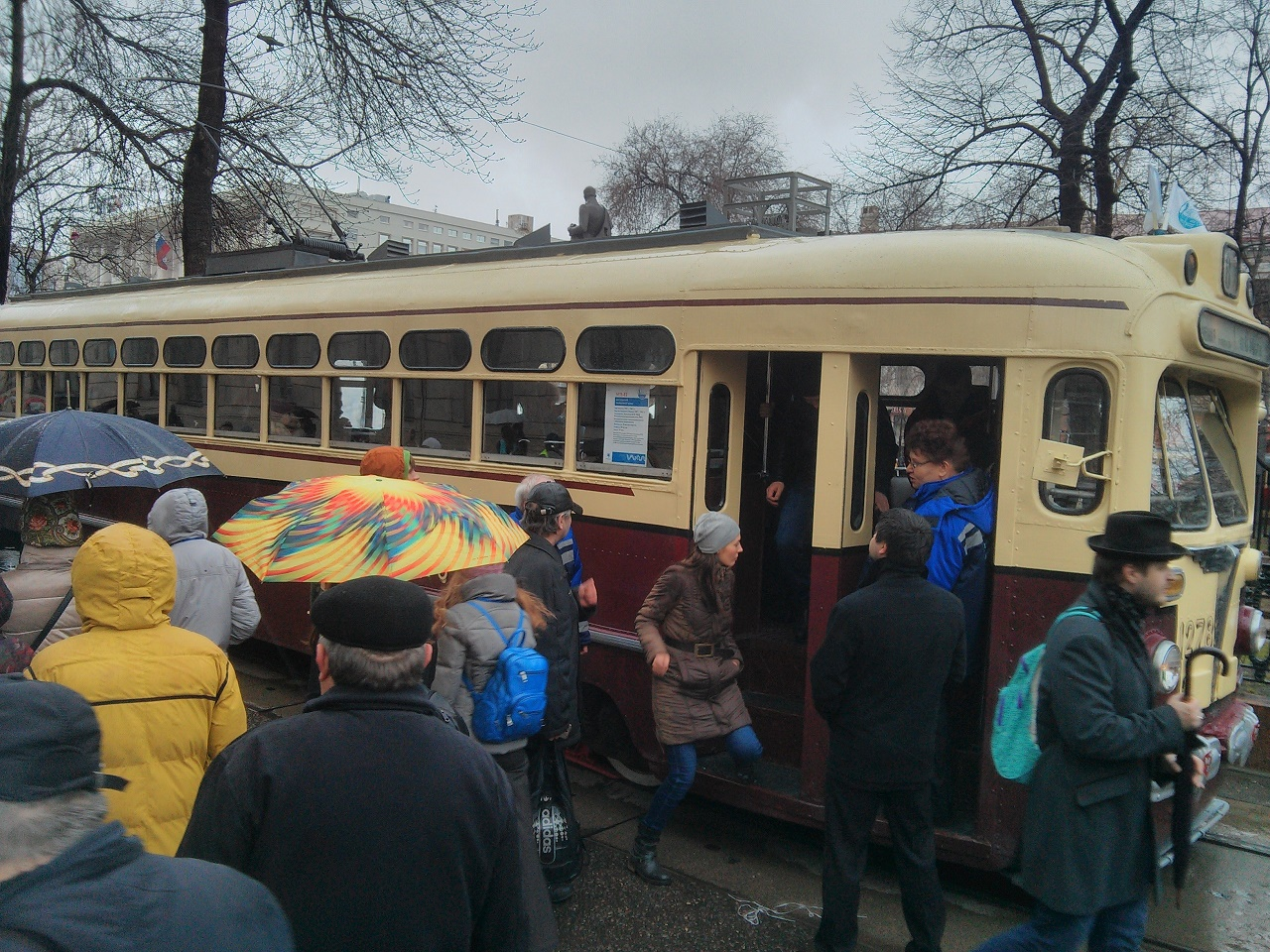
МТВ-82 на «Дне рождения Московского трамвая» (16 апреля 2016 года)

В Харькове, чаще всего в районе ЮЖД, можно видеть грузовой МТВ-82 № ВТП-2. В отличие от других харьковских трамваев, это единственный вагон, оборудованный и пантографом, и бугелем. Также до 2022 года имелся экскурсионный вагон МТВ-82, однако в начале  боевых действий был уничтожен в Салтовском трамвайном депо.

## МТВ-82 в искусстве

### В филателии

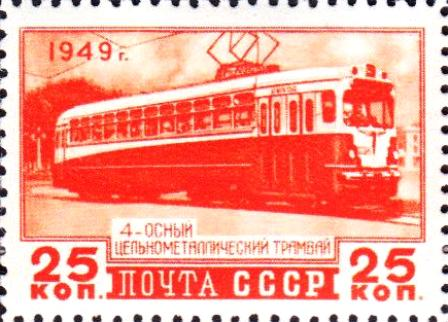

В 1948 году в серии «советский транспорт» была выпущена почтовая марка с изображением МТВ-82 (художник — В. Завьялов). При этом на марке не была обозначена серия трамвая, а было написано «4-осный цельнометаллический трамвай». Марка одноцветная, выполнена в красно-оранжевой гамме. Номинал — 25 копеек. Изображён вариант с пантографом.

### В детской литературе
В 1956 году в издательстве «Детгиз» вышла книжка в стихах Сергея Баруздина «Сказка о трамвае». В ней рассказывается о том, как старый трамвай стал исчезать с улиц Москвы, теснимый автобусами и троллейбусами. Однако трамвай не исчез совсем, а преобразился, став достойным коллегой троллейбуса и автобуса. На иллюстрациях художника Фёдора Лемкуля изображён именно МТВ-82. Примечательно, что именно МТВ-82 символизировал для художника превращение трамвая из устаревшего в современный вид транспорта.
В тексте не упоминается наименование «МТВ-82», однако в некоторых строках (ниже выделены курсивом) указываются особенности, характерные для МТВ-82, поэтому не исключено, что автор имел в виду именно этот трамвай. Автор отмечает окраску трамвая, его внешнее сходство с автобусом и троллейбусом, его комфорт и автоматический привод дверей.

Незнакомец краснокожий
С ярко-жёлтой полосой,
На автобус чуть похожий,
На троллейбус чуть похожий,
Кто же, всё же, он такой?
«Неужели вы забыли, —
Он с обидой им сказал.
 — Вы же сами говорили,
Что от жизни я отстал.
По Неглинной, по Садовой
Я ходил десятки лет.
Я — трамвай, да только новый —
Вот, пожалуй, весь секрет.
Обтекаем я снаружи
И красив со всех сторон.
Я теперь ничуть не хуже,
Чем троллейбусный вагон.
У меня мотор отличный,
И скажу вам, не тая,
Что теперь вполне приличный
Внешний вид имею я.
У меня внутри сиденья,
Как пружинная кровать.
И во время отправленья,
„Зайцам“ всем на удивленье,
Стал я двери закрывать».

### В творчестве любителей трамвая
МТВ-82 удостоился целого посвящения в «Коломенском трамвайном дифирамбе» Михаила Кученева:

Потом — родные МТВ-шки,
Из реек деревянный пол,
Роскошный никель. Гул подвески,
Штурвальный тормозной прибор.
Его все называли «старым»,
Но сколь брутален был вагон!
За буксы скрытые колпары,
Пневморешётки мощный стон,
И двери, бьющие по пальцам —
Поторопись, не прозевай!..
…Но сколько вдоль путей не пялься,
Нет МТВ. Ушёл трамвай.
Не нанесёт по локтю рану
Окна увесистая рама.

### В кинематографе
- В 1948 году трамвай МТВ-82 № 1093 снялся в фильме «Первоклассница».
- В 1983 году одесский МТВ-82 № 923 снялся в фильме «Приключения Петрова и Васечкина, обыкновенные и невероятные».
- В 1987 году МТВ-82 № 2309 снимался в фильме «Шура и Просвирняк» и в фильме «Прощай, шпана замоскворецкая…». Для этого трамвай, работавший на Трамвайном ремонтном заводе в качестве буксира, привезли в Краснопресненское депо на трейлере.
- Трамвай МТВ-82 мелькает в нескольких ленинградских кадрах фильма «Ирония судьбы, или С лёгким паром!», что считается одним из киноляпов, поскольку трамваи этого типа не использовались в Ленинграде. МТВ-82 также можно заметить и в фильмах «Операция „Ы“ и другие приключения Шурика» и «Берегись автомобиля».
- Кроме того, трамвай МТВ-82 снимался в художественном фильме «Русское» (2004).